# Bücken & Sulzer Verlag
Der Bücken & Sulzer Verlag ist ein primär regional ausgerichteter Verlag, der 2002 in Overath gegründet wurde und der seinen Sitz in Nordrhein-Westfalen hat.

## Geschichte
2002 starteten der Buchhändler Alexander Bücken und der Verlagslektor und Producer Fabian Sulzer das Verlagsprogramm mit einer Wiederauflage von vergriffenen Titeln über das Bergische Land (u. a. Sagen aus dem Bergischen Land). Zu den ersten Titeln gehörten auch die Geschichten der „Bergischen Trilogie“ von Harry Böseke. Zu regionalen Titeln (u. a. auch eine  Geschichte des Bergischen Landes) kamen auch belletristische (z. B. „Heiße Schokolade“ von Rachid O.), Frauenliteratur sowie wissenschaftliche Titel (etwa die dreibändige Studie zur Gütekraft von Martin Arnold). 2014 ist der Verlag mit drei Titeln einer Krimi-Reihe gestartet. Inzwischen hat der Verlag über 70 Titel im Programm (Stand 2015). 2005 hat Verleger Fabian Sulzer seinen Standort nach Witten verlegt, seitdem ist der Verlag sowohl in Overath als auch in Witten ansässig.

## Verlagsstruktur
Die beiden Verlagsinhaber Alexander Bücken und Fabian Sulzer teilen sich die Aufgaben: Alexander Bücken ist für den Vertrieb zuständig, Fabian Sulzer für die Produktion und Druckvorbereitung. Marketingaufgaben teilen sich die Verleger.

## Verlagsprogramm
Das Programm des Bücken & Sulzer Verlags umfasst Regionalia, Erzählungen, Romane und Gedichtbände, Krimis, Autobiografien sowie Ausflugsführer, Bildbände, historische Titel und Wanderkarten von Overath und dem Bergischen Land. Ein kleines Segment bilden einige geistes- und gesellschaftswissenschaftliche Titel.

## Publikationen
- Detlev Arens (Hrsg.): Mit seinem Gold und Nebel. Das Bergische Land im Spiegel der Literatur. 2004, ISBN 978-3-936405-13-2.
- Martin Arnold: Gütekraft – Gandhis Satyagraha. 2011, ISBN 978-3936405-66-8.
- Bergische Sprichwörter (mit Bergischem Grundgesetz und Lexikon bergischer Schimpfwörter). Vorwort von Konrad Beikircher. 2003, ISBN 978-3-936405-05-7.
- Harry Böseke: Donnerkraut und Räuberbraut. 2004, ISBN 978-3936405-12-5.
- Alexander Bücken (Hrsg.): Stufen zum Himmel. Gedichte über den Tod, das Sterben und das Leben. 2009, ISBN 978-3-936405-35-4.
- Klas Ewert Everwyn: Einmal Räuber immer Räuber. Das Leben des bergischen Rebellen Johann Georg Pauli, genannt Räuberpaul. 2004, ISBN 978-3-936405-15-6.
- Franz Gruß (bearbeitet von Klaus Herdepe): Geschichte des Bergischen Landes. 2007, ISBN 978-3936405064.
- Volker Hein: Kommando Schinderhannes. Ein bergischer Krimi. 2013, ISBN 978-3936405-68-2.
- Andreas Kellermann: Die Farben von La Palue. 2012, ISBN 978-3936405-69-9.
- Eva Miersch: Overath: Eine kleine Stadtgeschichte. 2014, ISBN 978-3936405774.
- Britta Zangen: 50+ und endlich allein: Ein Ratgeber für Frauen. 2005, ISBN 978-3936405-27-9.